# ساحرات الليل
ساحرات الليل (بالألمانية: die Nachthexen؛ بالروسية: Ночные ведьмы) كان لقباً ألمانياً خلال الحرب العالمية الثانية لجميع الطيّارات العسكريات الإناث في فوج القاذفات الليلي 588 والذي عُرفّ فيما بعد باسم فوج حرس «تامان» الجوي للقاذفات الليلية التابع للقوات الجوية السوفيتية. على الرغم من منع النساء في البداية من القتال، استخدمت الرائدة مارينا راسكوفا موقعها واتصالاتها الشخصية مع الزعيم السوفيتي جوزيف ستالين، للحصول على إذن لتشكيل وحدات قتالية نسائية. في 8 أكتوبر 1941، صدر أمر بنشر ثلاث وحدات جوية نسائية، بما في ذلك الفوج 588. يتكون الفوج، الذي شكلته الرائدة مارينا راسكوفا بقيادة الرائد يفدوكيا بيرشانسكايا، بالأساس من متطوعات في أواخر سن المراهقة وأوائل العشرينيات.
تضمن أسلوب هجوم القاذفات الليلية توقيف المحرك بالقرب من الهدف والانقضاض نحو نقطة إطلاق القنبلة، فلا يكشف مكانهن سوى ضوضاء الرياح فقط. شبّه الجنود الألمان الصوت بعصي المكانس وأطلقوا على الطيّارات اسم «ساحرات الليل». بسبب وزن القنابل والارتفاع المنخفض للطيران، لم تحمل الطيارات مظلات معهن حتى 1944.
عندما نُشر الفوج في خط الجبهة في يونيو 1942، أصبح فوج القاذفات الليلية 588 جزءاً من الجيش الجوي الرابع للجبهة الجنوبية. في فبراير 1943، كُرمّ الفوج بمنحه لقب وحدة الحرس وأُعيد تنظيمه ليصبح فوج الحرس الجوي لقاذفات القنابل السادس والأربعين في الفرقة الجوية للقاذفات الليلية 325، التابعة للجيش الجوي الرابع، الجبهة البيلاروسية الثانية؛ في أكتوبر 1943، أصبح الفوج يُعرف باسم فوج حرس «تامان» الجوي للقاذفات الليلية السادس والأربعين، في إشارة إلى انخراط الوحدة في عمليات نوفوروسيسك - تامان في شبه جزيرة تامان خلال 1943.

## المنشورات
- Cottam، Kazimiera Janina (1998). Women in War and Resistance: Selected Biographies of Soviet Women Soldiers. Newburyport, MA: Focus Publishing/R. Pullins Co. ISBN:1-58510-160-5.
- Cruz, Alberto (2013). Las brujas de la noche. El 46 Regimiento Taman de aviadoras soviéticas en la II Guerra Mundial [The witches of the night. The 46th Taman Regiment of Soviet Airmen in World War II] (بالإسبانية). La Caída. ISBN:9788461662296.
- Magid, Aleksandr (1960). Гвардейский Таманский авиационный полк [Guards Taman Aviation Regiment] (بالروسية). Moscow: DOSLAF. OCLC:881535802.
- Noggle، Anne (1994). A Dance With Death: Soviet Airwomen in World War II. College Station, TX: Texas A&M University Press. ISBN:0890966028. OCLC:474018127.
- Pennington، Reina (1997). Wings, Women, and War: Soviet Airwomen in World War II Combat. University Press of Kansas. ISBN:0-7006-1554-7. مؤرشف من الأصل في 2021-02-28.
- Rakobolskaya، Irina؛ Kravtsova، Natalya (2005). Нас называли ночными ведьмами: так воевал женский 46-й гвардейский полк ночных бомбардировщиков [We were called night witches: this is how the female 46th Guards regiment of night bombers fought]. Moscow: University of Moscow Press. ISBN:5211050088. OCLC:68044852.
- Sakaida، Henry (2003). Heroines of the Soviet Union: 1941–45. Osprey Publishing. ISBN:978-1-84176-598-3.